# Ribellione di Ili
La ribellione di Ili (伊寧事變T, 伊宁事变S, Yīníng shìbiànP) (Üch Wiläyt inqilawi) fu una rivolta, appoggiata dall'Unione Sovietica, contro il governo del Kuomintang della Repubblica di Cina nel 1944. Dopo la ribellione, i ribelli stabilirono il governo provvisorio della Seconda Repubblica del Turkestan orientale nel 1944. La ribellione di Ili fu l'inizio della rivoluzione dei Tre distretti (三區革命T, 三区革命S, Sān qū gémìngP) che durò dal 1944 al 1949.

## Antefatto
Nel 1934 l'Unione Sovietica insediò Sheng Shicai come governante burattino, nello Xinjiang, a seguito dell'invasione e più tardi trincerò ulteriormente la sua posizione nella Ribellione islamica nello Xinjiang. Le forze sovietiche dell'Armata Rossa erano di stanza nelle oasi dello Xinjiang, con l'"Ottavo Reggimento" sovietico a Hami, e giunsero numerosi tecnici e ingegneri sovietici. Durante la seconda guerra mondiale il governo del Kuomintang della Repubblica di Cina cercò di minare la presenza sovietica nello Xinjiang e riprendere la provincia al momento sotto il controllo sovietico. Il Kuomintang lavorò con il signore della guerra Hui, della cricca Ma del Qinghai, generale Ma Bufang, per schierare le sue forze militari attorno allo Xinjiang e aumentare la pressione su Sheng Shicai e sui sovietici.
Nel 1942 Sheng Shicai mutò la sua fedeltà al Kuomintang dopo importanti sconfitte sovietiche per mano dei tedeschi nella seconda guerra mondiale. Tutte le forze militari e i tecnici dell'esercito russo sovietico residenti nella provincia furono espulsi, e le unità dell'Esercito Rivoluzionario Nazionale di Ma Bufang si diressero verso lo Xinjiang per prendere il controllo della provincia. Ma Bufang aiutò il Kuomintang a costruire strade per collegare lo Qinghai allo Xinjiang, cosa che consentì ad entrambi di portare lo Xinjiang sotto la loro influenza.

## Combattimenti

### Rivolta Kulja
Molti dei popoli turchi della regione di Ili, nello Xinjiang, avevano stretti legami culturali, politici ed economici, prima con la Russia e poi con l'Unione Sovietica. Molti di loro avevano studiato nell'Unione Sovietica e una comunità di coloni russi viveva nella regione. Di conseguenza, molti dei ribelli turchi fuggirono in Unione Sovietica e, nel 1943, ottennero assistenza nel creare il Comitato per la liberazione del popolo turco (STPNLC) per ribellarsi contro il governo cinese del Kuomintang a Ili. L'uiguro filo-sovietico, che in seguito divenne capo della rivolta, Ehmetjan Qasim, aveva studiato in Unione Sovietica ed era descritto come "l'uomo di Stalin" e un "progressista di stampo comunista".
Liu Bin-Di era un ufficiale del Kuomintang (KMT), di etnia Hui, inviato da funzionari di Ürümqi per sottomettere l'area e distruggere i musulmani turchi, che erano pronti a rovesciare i cinesi, ma la sua missione fallì perché le sue truppe arrivarono troppo tardi. Diverse unità di cavalleria turca, armate dai sovietici, attraversarono la Cina in direzione di Kulja. Nel novembre del 1944 Liu fu ucciso dai ribelli uiguri e kazaki sostenuti dall'Unione Sovietica. Ciò diede inizio alla ribellione di Ili, con l'esercito ribelle uiguro di Ili che combatté contro le forze della Repubblica di Cina.
I ribelli assaltarono Kulja il 7 novembre 1944 e occuparono rapidamente parti della città, massacrando le truppe del KMT. Tuttavia, incontrarono una feroce resistenza da parte delle forze del KMT rintanate nei centri di potere e nelle stazioni di polizia, e non riuscirono ad espugnarle fino al giorno 13. Il 15 novembre venne dichiarata la creazione della "Repubblica del Turkestan orientale" (ETR). L'esercito sovietico assistette l'esercito Ili uiguro nella cattura di diverse città e basi aeree. Anche i russi non comunisti come i russi bianchi e i coloni russi che vivevano nello Xinjiang dal XIX secolo aiutarono l'Armata Rossa sovietica e i ribelli dell'esercito Ili subendo pesanti perdite. Molti capi della Repubblica del Turkestan orientale erano agenti sovietici o affiliati all'Unione Sovietica, come Abdulkerim Abbas, Ishaq Beg, Saifuddin Azizi e i bianchi russi F. Leskin, A. Polinov e Glimkin. Quando i ribelli si misero nei guai prendendo lo strategico aeroporto di Airambek ai cinesi, le forze militari sovietiche intervennero direttamente per aiutarli a ridurre la roccaforte cinese.

### Massacri
I ribelli si diedero al massacro di civili cinesi Han, in particolare contro quelli affiliati al KMT ed a Sheng Shicai. Nella "Dichiarazione di Kulja" del 5 gennaio 1945, la Repubblica del Turkestan orientale proclamò che avrebbe "spazzato via i cinesi Han", minacciando di estrarre un "debito di sangue" dagli Han. La dichiarazione diceva anche che la Repubblica avrebbe cercato di stabilire, in particolare, legami cordiali con i sovietici. L'ETR successivamente de-enfatizzò il tono anti-Han nei suoi proclami ufficiali dopo che erano stati massacrati la maggior parte dei civili Han della zona. I massacri contro gli Han si verificarono soprattutto durante il 1944-1945, e il KMT rispose a tono torturando, uccidendo e mutilando i prigionieri dell'ETR. Nel territorio controllato dall'ETR, come Kulja, vennero attuate varie misure repressive, come la creazione di un'organizzazione di polizia segreta in stile sovietico, oltre al fatto che gli Han possedevano armi e resero ufficiali le lingue russa e turca e non il cinese. Mentre i popoli Tungusi non musulmani come gli Xibe giocavano un ruolo importante nell'aiutare i ribelli fornendo loro grano e altri cereali, i locali dungani musulmani (Hui) diedero un contributo insignificante e trascurabile o non li aiutarono affatto.

### Costituzione dell'Esercito nazionale di Ili
L'Esercito nazionale di Ili (INA), che fu istituito l'8 aprile 1945 come braccio militare dell'ETR, fu guidato dal Kirghiso Ishaq Beg e dai bianchi russi Polinov e Leskin. Tutti e tre erano filo-sovietici e avevano una storia di servizio militare con le forze associate ai sovietici. Questi fornirono l'INA di munizioni e uniformi in stile russo, e le truppe sovietiche aiutarono direttamente le truppe INA a combattere contro le forze cinesi. Le uniformi e le bandiere dell'INA avevano tutte insegne con l'acronimo russo "Repubblica del Turkestan orientale", ВТР in cirillico (Восточная Туркестанская Республика). I sovietici ammisero il loro sostegno ai ribelli alcuni decenni più tardi quando, il 14 maggio 1967, in una trasmissione radiofonica in lingua uigura di Radio Tashkent nello Xinjiang, si vantarono del fatto che avevano addestrato e armato le forze della Repubblica del Turkestan orientale contro la Cina. Migliaia di soldati sovietici assistettero i ribelli turchi nella lotta contro l'esercito cinese. Nell'ottobre del 1945 sospetti aerei sovietici attaccarono posizioni cinesi.
L'Armata Rossa sovietica e l'esercito turco uiguro di Ili avanzavano con il supporto aereo sovietico contro le forze cinesi poco preparate e riuscirono quasi a raggiungere Ürümqi. Tuttavia, i militari cinesi cercarono di creare anelli di difesa attorno alla zona, inviando la cavalleria musulmana cinese per fermare l'avanzata dei ribelli musulmani turchi. Migliaia di truppe musulmane cinesi, sotto il generale Ma Bufang e suo nipote generale Ma Chengxiang, si riversarono nello Xinjiang dal Qinghai per combattere le forze uigure sovietiche e turche.
Gran parte dell'esercito e degli armamenti Ili provenivano dall'Unione Sovietica. L'esercito ribelle Ili spinse le forze cinesi attraverso le pianure e raggiunse Kashgar, Kaghlik e Yarkand. Tuttavia, gli uiguri nelle oasi non diedero sostegno ai ribelli sostenuti dai sovietici e, di conseguenza, l'esercito cinese fu in grado di espellerli. I ribelli Ili massacrarono bestiame appartenente ai kirghisi e ai tagiki dello Xinjiang. Gli insorti, appoggiati dai sovietici, distrussero le coltivazioni tagike e kirghise e si mossero in modo aggressivo contro i civili di quelle etnie. I cinesi respinsero la ribellione sostenuta dai sovietici a Sarikol nell'agosto 1945 e fino al 1946, sconfiggendo l'assedio dei popoli "tribali" attorno a Yarkand quando si erano ribellati a Nanchiang intorno a Sarikol, uccidendo ufficiali dell'Armata Rossa.
Nel 1945, il musulmano cinese signore della guerra Ma Bufang, della cricca Ma dello Qinghai, era stato inviato, dal Kuomintand, con la sua cavalleria ad Ürümqi per proteggere la città dai ribelli uiguri di Ili. Nel 1945 il 5º e 42º reparto di cavalleria dungana (Hui) furono inviati dal Qinghai allo Xinjiang, in rinforzo alla seconda armata del KMT, composta da quattro divisioni. Le loro forze combinate ammontavano a 100 000 uomini, Hui e Han, sotto comando KMT. Venne detto che i sovietici erano ansiosi di "liquidare" Ma Bufang. Il generale Ma Chengxiang, un altro ufficiale Hui della cricca Ma e nipote di Ma Bufang, comandò la 1ª Divisione di cavalleria dello Xinjiang sotto il KMT, che era precedentemente la cavalleria del Gansu. Nel 1946 fu dichiarato un cessate il fuoco, con la Seconda Repubblica del Turkestan orientale che controllava Ili ed i cinesi dominanti il resto dello Xinjiang, inclusa Ürümqi.

## Disordini del 1947
L'impopolare governatore Wu Zhongxin venne sostituito da Zhang Zhizhong dopo il cessate il fuoco, il quale attuò politiche pro-minoritarie per placare la popolazione uigura. Bai Chongxi, il ministro della Difesa cinese e musulmano, venne preso in considerazione per la nomina a governatore dello Xinjiang, ma l'incarico venne dato a Masud Sabri, un uiguro pro-Kuomintang e anti-sovietico. Sabri era vicino ai conservatori della Cricca CC del Kuomintang e annullò tutte le riforme pro-minoritarie di Zhang Zhizhong, scatenando rivolte tra gli uiguri in oasi come Turfan.
I turchi (uiguri) vennero sottoposti alla propaganda sovietica.
L'11 luglio 1947 le donne musulmane uiguru, di Ürümqi che avevano sposato uomini cinesi Han, vennero aggredite e rapite da orde di musulmani e fatte sposare con la forza con uomini anziani della loro etnia. In risposta al caos venne proclamato un coprifuoco dalle 23:00. I matrimoni misti fecero infuriare il capo uiguro Isa Yusuf Alptekin.
Ma Chengxiang, un generale musulmano cinese del Kuomintang e nipote di Ma Bufang, usò la sua cavalleria musulmana cinese per massacrare uiguri durante una rivolta, nel 1948, a Turfan. Ma Chengxiang era il comandante della quinta unità di cavalleria, che era di stanza nello Xinjiang. Secondo il generale Sung, l'esercito di Ili era costituito da oltre 60 000 uomini. Achmad (Ehmetjan Qasim) era fortemente contrario a che Masud Sabri fosse diventato governatore, chiedendo l'estromissione di Sabri come una delle condizioni per il suo consenso a visitare Nanchino. Tutte le etnie, nella regione di Ili, furono forzatamente arruolate nell'esercito uiguro Ili, eccetto gli Han. Gli uiguri e i sovietici massacrarono gli Han di Ili e li cacciarono dalla regione.
Il musulmano generale Salar, Han Youwen, che faceva parte dello stato maggiore di Ma Bufang, comandava il Pau-an-dui (保安 隊; esercito di pacificazione), composto da tre battaglioni da 340 uomini, composti da diversi gruppi etnici tra cui kazaki, mongoli e russi bianchi al servizio del regime cinese. Assieme a Osman Batur e le sue forze kazake combatté contro l'ETR Ili e le forze sovietiche. Le forze dell'ETR nella zona di Ashan furono attaccate, sconfitte e uccise dalle forze kazake di Osman durante un'offensiva, sostenuta dai cinesi, nel settembre del 1947. I kazaki di Osman conquistarono la maggior parte delle città nella zona di Ashan sottraendole al controllo dell'ETR. Il console sovietico di Chenghua, Dipshatoff, diresse l'Armata Rossa nell'aiutare le forze ETR Ili contro i kazaki di Osman.
La cricca CC, alleata del KMT, mise in atto delle contromisure per impedire che gli uiguri, tradizionalisti religiosi e conservatori delle oasi del Xinjiang meridionale, disertassero a favore di quelli dell'ETR filo-sovietici e filo-russi a Ili, nello Xinjiang settentrionale. Il KMT permise a tre nazionalisti antisovietici uiguri pan-turchi, Masud Sabri, Muhammad Amin Bughra e Isa Yusuf Alptekin, di scrivere e pubblicare propaganda nazionalista pan-turca allo scopo di incitare i popoli turchi contro i sovietici, cosa che fece molto irritare i sovietici.
Il linguista uiguro Ibrahim Muti'i si oppose alla Seconda Repubblica del Turkestan orientale ed era contrario alla Ribellione di Ili perché era sostenuta dai sovietici e da Stalin. Successivamente, l'ex capo ETR Saifuddin Azizi si scusò con Ibrahim e ammise che la sua opposizione alla Repubblica del Turkestan orientale era la cosa giusta da fare.
I telegrammi americani riferivano che la polizia segreta sovietica aveva minacciato di assassinare i capi musulmani da Ining e li aveva messi sotto pressione per fuggire nella "Cina interna" attraverso Tihwa (Ürümqi). I russi bianchi cominciarono a temere le folle musulmane che cantavano: "Ci siamo liberati degli uomini gialli, ora dobbiamo distruggere i bianchi".

## Incidente dei "Pei-ta-shan"
La Repubblica Popolare Mongola venne coinvolta in una disputa di confine con la Repubblica di Cina, a seguito della quale venne inviato, da parte del governo cinese, un reparto di cavalleria per attaccare mongoli e sovietici. Comandava 1ª Divisione di cavalleria, il maggior generale Han Youwen inviato dal comando militare del Kuomintang a Beitashan con una compagnia di truppe in rinforzo di Ma Xizhen. Essi giunsero circa tre mesi prima che scoppiassero i combattimenti. Al comando dei Pei-ta-shan, era il generale Han a capo di tutta la cavalleria musulmana che difendeva contro le forze sovietiche e mongole. Han disse ad A. Doak Barnet, un giornalista americano, che "credeva che il confine dovesse essere a circa 65 km a nord delle montagne".
Le forze cinesi musulmane e turche del Kazakistan alleate del Kuomintang cinese combatterono le truppe sovietiche di Russia e Mongolia. Nel giugno 1947 i mongoli e i sovietici lanciarono un attacco contro i kazaki, respingendoli verso la parte cinese. Tuttavia, i combattimenti proseguirono per un altro anno, con 13 scontri tra il 5 giugno 1947 e il luglio 1948. Nel 1947, il Kuomintang inviò la elitaria cavalleria musulmana cinese dello Qinghai per distruggere i mongoli e i russi.
Il generale musulmano Salar Han Youwen, al comando della 1ª Divisione, ricevette a Beitashan le forze di Osman dopo che si era ritirato dalla battaglia. La contea di Qitai era là dove la 1ª divisione della 5ª armata di Han Youwen, aveva sede nel 1946, l'anno seguente, dell'incidente di Beitashan, dove Ma Xizhen aveva combattuto contro i mongoli.
Durante la guerra contro i separatisti Ili, Han Youwen recitò una preghiera sul terreno innevato dopo aver parcheggiato la sua auto sulla strada dopo una sconfitta inflitta all'esercito nazionale di Ili.

## Adesione politica dello Xinjiang al dominio comunista cinese
Il conflitto si concluse con l'arrivo, nella regione, dei comunisti cinesi nel 1949. Il 19 agosto 1949 Mao Zedong, capo dei comunisti cinesi, invitò i capi dei Tre Distretti a presenziare all'inaugurazione Conferenza consultiva politica del popolo cinese che si sarebbe tenuta a Pechino. Mao Zedong scrisse via telegramma: "Avete dato un grande contributo alla liberazione dello Xinjiang e della Cina." Il 22 agosto cinque capi dei Tre Distretti - Ehmetjan Qasimi, Abdulkerim Abbas, Ishaq Beg, Luo Zhi e Delilhan Sugurbayev - si imbarcarono su un aereo sovietico ad Almaty diretti a Chita, ma si disse che fossero morti in un misterioso incidente aereo vicino al lago Bajkal. Il 3 settembre tre altri ex capi dell'ETR, tra cui Saifuddin Azizi, giunsero a Pechino in treno e accettarono di aderire alla Repubblica popolare cinese, che venne fondata il 1º ottobre. Le morti degli altri ex capi ETR non furono annunciate fino a dicembre, dopo che l'Esercito Popolare di Liberazione (PLA) aveva assunto il controllo dello Xinjiang del nord e riorganizzato le forze militari dei Tre Distretti all'interno del PLA. Diversi ex comandanti dello ETR vennero integrati nel PLA.
Il 25 settembre i leader nazionalisti a Dihua, Tao Zhiyue e Burhan Shahidi, annunciarono la resa formale, ai comunisti cinesi, delle forze nazionaliste dello Xinjiang. Il 12 ottobre l'esercito comunista di liberazione popolare entrò nello Xinjiang. Molti altri generali del Kuomintang nello Xinjiang, come Han Youwen, si unirono al PLA e continuarono a rimanere nel PLA come ufficiali dello Xinjiang. Altri capinazionalisti che rifiutarono di presentarsi fuggirono a Taiwan o in Turchia. Ma Chengxiang fuggì a Taiwan via India. Muhammad Amin Bughra e Isa Yusuf Alptekin fuggirono in Turchia. Masud Sabri fu arrestato dai comunisti cinesi e morì in prigione nel 1952.
L'unica resistenza organizzata incontrata dal PLA proveniva dalla milizia kazaka di Osman Batur e dalle truppe bianche e Hui di Yulbars Khan, che servivano la Repubblica di Cina. Batur dichiarò la sua fedeltà al Kuomintang e fu ucciso nel 1951. Yulbars Khan combatté le forze del PLA nella Battaglia di Yiwu e fuggì attraverso il Tibet, eludendo le forze moleste del Dalai Lama, fuggendo, attraverso l'India, a Taiwan per unirsi alla Repubblica di Cina, che lo nominò governatore in esilio della provincia dello Xinjiang. Il 1º ottobre 1955 venne istituita la Regione autonoma uigura dello Xinjiang in sostituzione della provincia dello Xinjiang (1884-1955).

## Telegrammi americani
Diversi telegrammi furono scambiati tra il governo cinese, i mongoli, il governo americano, il regime uiguro Ili e l'Unione Sovietica. Questi vennero conservati dagli agenti americani e inviati a Washington.

## Eventi correlati
L'Unione Sovietica istituì uno stato fantoccio simile alla dinastia Pahlavi in Iran sotto forma di governo popolare dell'Azerbaigian e Repubblica di Mahabad. L'Unione Sovietica usò metodi e tattiche simili sia nello Xinjiang che in Iran quando avevano istituito la Repubblica curda del Mahabad e la repubblica autonoma dell'Azerbaigian. L'ambasciatore americano in Unione Sovietica inviò un telegramma a Washington nel quale affermava che la situazione nell'Azerbaigian iraniano e nello Xinjiang era simile.
Nel conflitto dello Xinjiang, nel 1968, l'Unione Sovietica fu coinvolta nel finanziamento e sostegno del Partito rivoluzionario popolare del Turkestan orientale (ETPRP) per avviare una rivolta separatista contro la Cina. Negli anni 1970 i sovietici appoggiarono anche Fronte Rivoluzionario Unito del Turkestan Orientale (URFET) per combattere contro i cinesi.
Secondo la sua autobiografia, Dragon Fighter: One Woman's Epic Struggle for Peace with China di Rebiya Kadeer, suo padre combatté con i ribelli uiguri filo-sovietici sotto la Seconda Repubblica del Turkestan orientale nella ribellione Ili (Ribellione delle Tre province) nel 1944-46, con l'aiuto dei sovietici, per combattere il governo della Repubblica di Cina sotto Chiang Kai-shek. La Kadeer e la sua famiglia erano amici intimi di esuli russi bianchi che vivevano nello Xinjiang ed ella ricordava che molti uiguri pensavano che la cultura russa fosse "più avanzata" di quella degli uiguri e "rispettavano" molto questi ultimi.
Ci fu una spaccatura, in due correnti, all'interno del Movimento per l'indipendenza del Turkestan orientale - una delle quali a favore dei sovietici, sostenuta dall'Unione Sovietica - mentre l'altra era antisovietica, pan-turcoa e i suoi membri avevano sede in Turchia e paesi occidentali. I pan-turchi erano i 3 Effendi (ئۈچ ئەپەندى Üch Äpändi) Aisa Alptekin, Memtimin Bughra e Masud Sabri. La Seconda Repubblica del Turkestan orientale li attaccò come "marionette" del Kuomintang. Il sentimento anti-sovietico era sposato da ISA mentre quello pro sovietico da Burhan. I sovietici erano urtati dall'atteggiamento dell'ISA e scoppiarono violenze tra sostenitori dei sovietici e sostenitori della Turchia a causa di un film sulle guerre turco-russe del 1949 nell'Università dello Xinjiang College secondo Abdurahim Amin a Dihua (Ürümqi).
L'Unione Sovietica incoraggiò gli ex membri della Repubblica del Turkestan orientale e gli uiguri in generale a migrare nell'Unione Sovietica dalla Cina e diffuse propaganda indipendentista tra gli uiguri che portò alla creazione del "Partito rivoluzionario popolare del Turkestan orientale".
La ribellione Ili è citata e lodata in un opuscolo islamista in lingua araba sulla Cina e i musulmani dell'Unione Sovietica, che è stato tradotto, nel 1960, in inglese a Teheran da agenti del governo americano: Era stato scritto, originariamente, da Mohammed Aziz Ismail e Mohammed Sa'id Ismail.
Il trasferimento dello Xinjiang nella Repubblica popolare cinese è lamentato dall'ideologo di Al Qaida Mustafa Setmariam Nasar in un articolo in lingua inglese del ramo di Al-Qaeda Fronte al-Nusra "Al-Risalah magazine" (مجلة الرسالة), e seconda edizione (العدد الثاني), tradotto dall'inglese in turco dalla "Doğu Türkistan Haber Ajansı" (Nuova agenzia del Turkestan orientale) e intitolato Al Risale: "Türkistan Dağları" 1. Bölüm (Il messaggio: "Montagne del Turkestan" Parte 2.) e da "Resurgence", una rivista in lingua inglese redatta da Al-Qaeda.